# Krapinica
Il Krapinica è un fiume croato della contea di Krapina-Zagorje. Affluente di destra del Krapina, nasce dall'unione, nei pressi di Đurmanac, dei torrenti Maceljčica e Putkovec. È lungo 25,79 km. Scorre attraverso le città di Krapina e Zabok.
Attraversa i seguenti insediamenti: Đurmanec, Ravninsko, Podgora Krapinska, Strahinje, Doliće, Krapina, Mihaljekov Jarek, Bobovje, Polje Krapinsko, Velika Ves, Lepajci, Gornja Pačetina, Galovec Začretski, Završje Začretsko, Dukovec, Švaljkovec, Sveti Križ Začretje , Pustodol Začretski, Mirkovec, Zleć, Štrucljevo, Brezova, Grabrovec, Grdenci, Zabok, Hum Zabočki, Lug Zabočki e Pavlovec Zabočki.